# Inscripción de Advertencia del Templo
La Inscripción de Advertencia del Templo, también conocida como Inscripción de la Balaustrada del Templo o Inscripción del Sorag, es una inscripción que colgaba a lo largo de la balaustrada fuera del Santuario del Segundo Templo en Jerusalén. Dos de estas tablas fueron encontradas. Una tabla completa fue descubierta en 1871 por Charles Simon Clermont-Ganneau y publicada por el Fondo para la Exploración de Palestina. Tras su descubrimiento, la inscripción fue tomada por las autoridades otomanas y actualmente se encuentra en el Museo arqueológico de Estambul. Un fragmento parcial de otra tabla con la misma inscripción, fue encontrado en 1936 por J. H. Iliffe en la Puerta de los Leones, en la Ciudad vieja de Jerusalén y se conserva en el Museo de Israel.

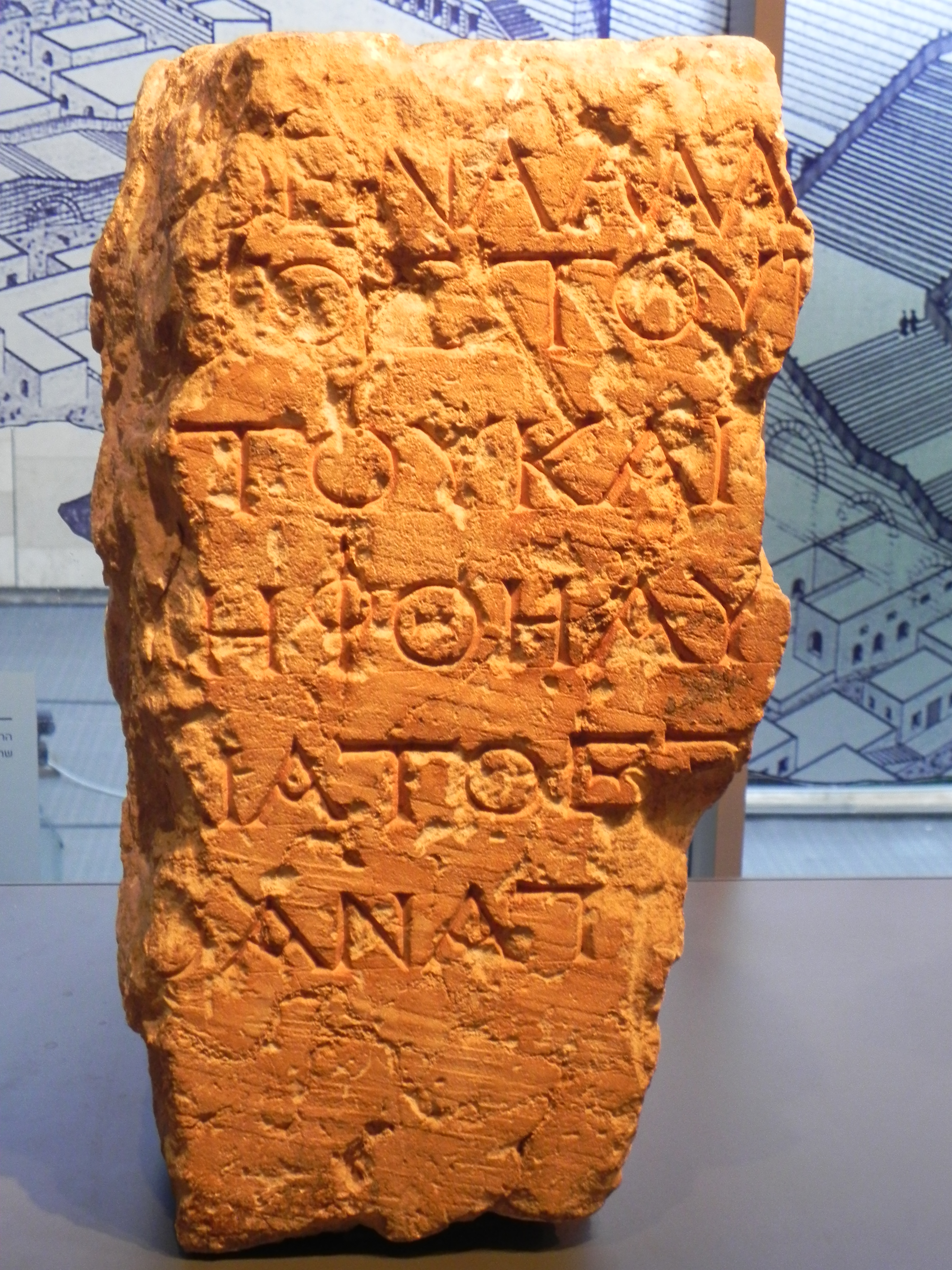
Fragmento de la inscripción en el Museo de Israel.

## Inscripción
La entrada a la explanada sobre la cual se alzaba el Templo de Jerusalén estaba permitida a toda persona, pero solo los judíos podían acceder al Santuario propiamente dicho. Existía una cerca o balaustrada, llamada sorag en hebreo (סורג), que marcaba el límite. La inscripción era una advertencia dirigida a los visitantes paganos para que no atravesaran el límite, bajo pena de muerte.
Se han encontrado dos tablas auténticas, una completa y un fragmento parcial. El fragmento contiene restos de la pintura roja que originalmente había resaltado el texto. En 1872, el Fondo para la Exploración de Palestina describió la inscripción como "muy parecida a las palabras de Josefo", en referenca a Flavio Josefo, historiador que describió el Templo de Jerusalén y sus distintas divisiones en sumo detalle. Según Flavio Josefo había carteles de advertencia en griego y también en latín, pero no se han hallado versiones latinas.